# Julija Bakastowa
Julija Oleksandriwna Bakastowa (ukrainisch Юлія Олександрівна Бакастова; * 26. Juni 1996 in Kiew) ist eine ukrainische Säbelfechterin.

## Erfolge
Julija Bakastowa begann im Alter von zwölf Jahren mit dem Fechtsport und hatte 2017 ihr internationales Debüt. Bereits ein Jahr später belegte sie bei den Europameisterschaften in Novi Sad mit der Mannschaft den zweiten Platz. Im Finale unterlag die Mannschaft, zu der außerdem noch Olha Charlan, Alina Komaschtschuk und Olena Woronina gehörten, der russischen Équipe mit 30:45. Der nächste Medaillenerfolg gelang Bakastowa erneut im Mannschaftswettbewerb. Die Europameisterschaften in Antalya schlossen die Ukrainerinnen, in unveränderter Besetzung zu 2018, nach einer 43:45-Halbfinalniederlage gegen Frankreich und einem 45:41-Sieg im Duell um die Bronzemedaille gegen Ungarn auf dem dritten Platz ab. Bei den Europameisterschaften 2024 in Basel zog die Mannschaft wiederum ins Finale ein. Mit 44:45 unterlagen Bakastowa, Olha Charlan, Alina Komaschtschuk und Olena Krawazka Frankreich nur knapp.
Bei den Olympischen Spielen 2024 in Paris wurde Bakastowa nicht für das Einzel nominiert und startete lediglich im Mannschaftswettbewerb. In diesem erreichte sie gemeinsam mit Olha Charlan, Alina Komaschtschuk und Olena Krawazka das Finale, nachdem in der ersten Runde Italien mit 45:37 und im anschließenden Halbfinale Japan mit 45:32 bezwungen wurden. Dort trafen die Ukrainerinnen auf die Équipe Südkoreas, die sie mit 45:42 ebenfalls bezwangen und damit Olympiasiegerinnen wurden.
Für ihren Olympiaerfolg wurde ihr am 23. August 2024 der Orden der Fürstin Olga Dritter Klasse verliehen.